# مایکل اسویت
مایکل اسویت (انگلیسی: Michael Sweet؛ زادهٔ ۴ ژوئیهٔ ۱۹۶۳) یک موسیقی‌دان اهل ایالات متحده آمریکا است.
 وی از سال ۱۹۷۵ میلادی تاکنون مشغول فعالیت بوده‌است.